# Sü Kuang-čchi
Sü Kuang-čchi (čínsky pchin-jinem Xú Guāngqǐ, znaky zjednodušené 徐光启, tradiční 徐光啟; 24. dubna 1562, Šanghaj, Čína – 8. listopadu 1633), byl čínský pozdně mingský úředník a vědec studující zemědělství, matematiku a astronomii. Spolupracoval s italskými jezuity Matteo Riccim a Sabatinem de Ursis. Překládal klasická díla evropské vědy do čínštiny, včetně částí Eukleidových Základů. Byl také autorem komplexního pojednání o zemědělství Nung čeng čchüan šu.

## Jména
Sü Kuang-čchi používal zdvořilostní jméno C’-sien (čínsky pchin-jinem Zǐxiān, znaky 子先), pseudonym Süan-chu (čínsky pchin-jinem Xuánhù, znaky 玄扈), pokřtěn byl Paulus (čínsky pchin-jinem Bǎolù, znaky zjednodušené 保禄, tradiční 保祿, Pavel). Za své zásluhy obdržel od císaře posmrtné jméno Wen-ting (čínsky pchin-jinem Wéndìng, znaky 文定).

## Život a dílo
Sü Kuang-čchi se narodil v relativně chudé rodině v Šanghaji 24. dubna 1562. Jeho otec, Sü S’-čcheng (徐思诚), byl v době Kuang-čchiho dětství v obtížné finanční situaci a musel živit rodinu z malého hospodářství, ale zřejmě vydělal dost, aby mohl poslat svého syna do školy ve věku šesti let. Sü obdržel u zkoušek titul odpovídající bakaláři v devatenácti, ale vyšší stupně nezískal před třicítkou, hodnost ťin-š’ dosáhl roku 1604. Poté strávil většinu svého času ve vysokých vládních funkcích. Žil v období, kdy zájem o matematiku a obecněji o přírodní vědy v Číně poklesl.

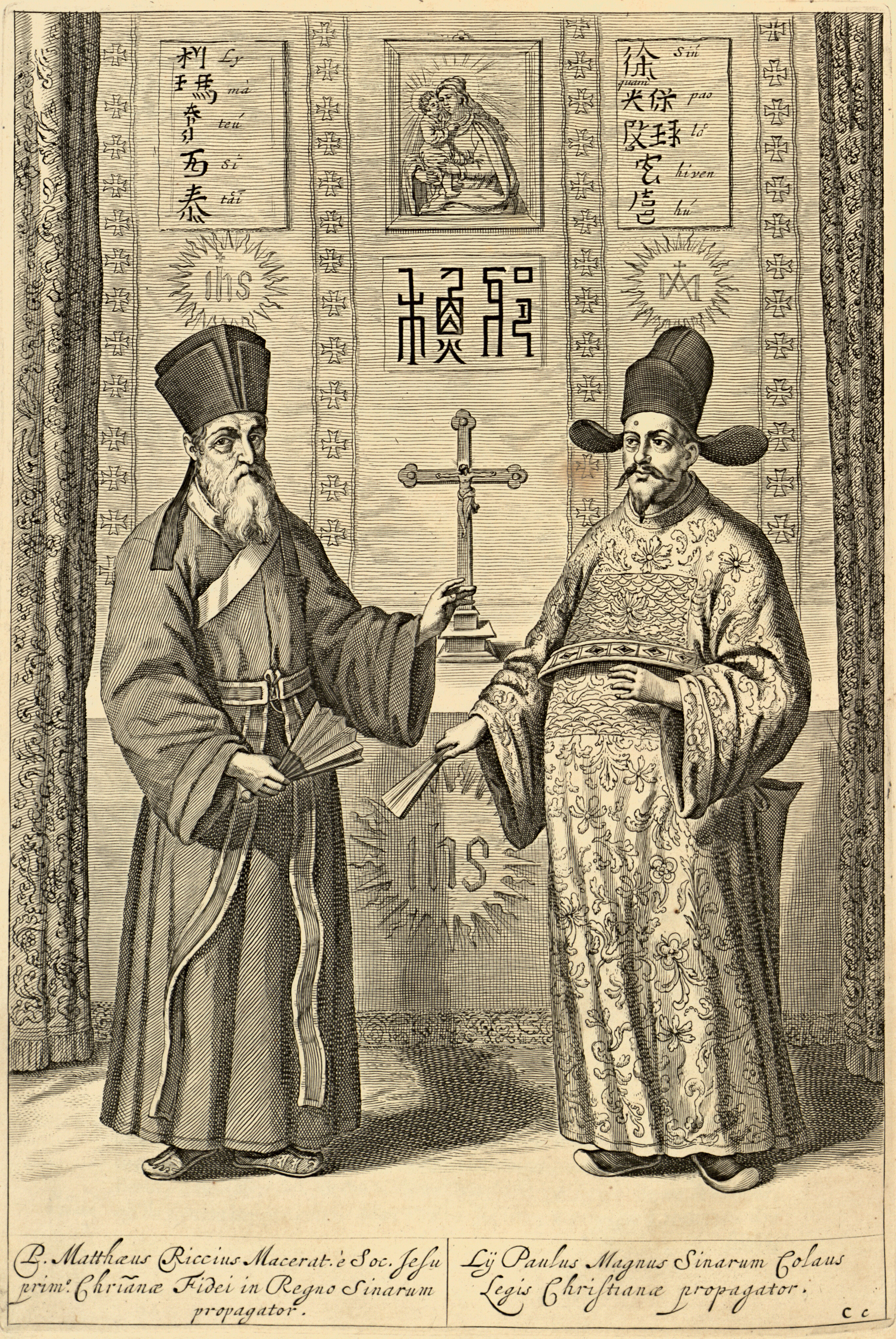
Italský misionář Matteo Ricci (vlevo) a Sü Kuang-čchi (vpravo) na obrázku v čínském vydání Eukleidových Základů (幾何原本) z roku 1607

Spolupracoval s italskými jezuity Matteo Riccim a Sabatinem de Ursis. Společně překládali klasická díla evropské vědy do čínštiny, včetně částí Eukleidových Základů roku 1607, čímž přinesl čínským učencům možnost seznámit se z evropskou koncepcí matematiky. Současně Sü a jeho jezuitští spolupracovníci překládali čínské konfuciánské texty do latiny. Pod Ricciovým vlivem Sü konvertoval ke katolicismu. Poté se zesílila kritičnost jeho pohledu na čínskou vědu. Podporoval přejímání evropské výzbroje, zejména dělostřelectva, v zájmu obrany země před Mandžuy, ale tato myšlenka selhala, poté co Mandžuové sami rozvinuli své dělostřelectvo. Jeho potomci zůstali věrní katolické víře až do 19. století.
V letech 1607–1610 byl odvolán z úřadu a vrátil se domů do Šanghaje. Zde zkoušel evropské metody zavlažování, experimentoval i s pěstováním batátů, bavlny a stromu ptačí zob lesklý (Ligustrum lucidum). Po návratu do úřední služby dosáhl vysokých postů a byl znám prostě jako „ministr“. I v úřadě pokračoval v hledání lepších zemědělských postupů.
Poté, co stoupenci Süa a Ricciho roku 1629 veřejně předpověděli zatmění slunce, byl císařem jmenován vedoucím skupiny pro reformu čínského kalendáře. Práce, která představuje první významnou společnou akci čínských a evropských vědců, byla dokončena až po jeho smrti.
Sü napsal Nung čeng čchüan šu, rozsáhlé (700 000 znaků) pojednání o zemědělství, v tradici starších prací – Wang čen nung šu napsané roku 1313 Wang Čenem a Čch’ min jao šu Ťia S’-sia z roku 535. Ve svém díle se zajímal o zavlažování, zúrodňování, zmírňování hladomorů, technické plodiny a empirická pozorování. Práci nedokončil, nicméně ťiang-nanský učenec Čchen C’-lung se skupinou spolupracovníků připravil dílo k vydání roku 1639.
Zemřel 8. listopadu 1633 ve funkci asistenta velkého sekretáře, za zásluhy o stát mu císař Čchung-čen udělil posmrtné jméno Wen-ting.